# Naser Orić

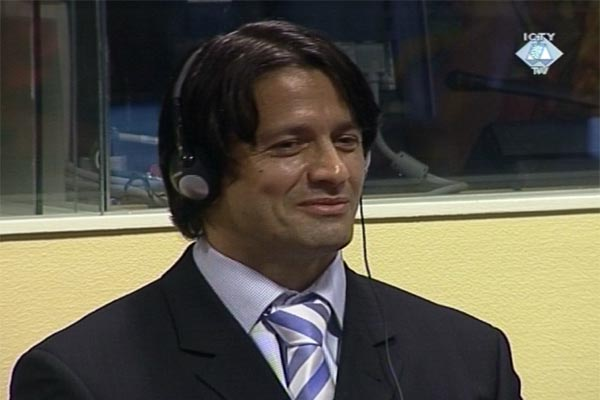
Orić in 2008 voor het Joegoslaviëtribunaal

Naser Orić (Potočari, 3 maart 1967) is een Bosnisch-moslim ex-militair, die terechtstond voor het Joegoslaviëtribunaal wegens misdaden tegen de wetten en gebruiken van de oorlog. Onder zijn vijanden stond hij bekend als het Moslimbeest en onder zijn vrienden als de Sheriff van Srebrenica.

## Eerste jaren
Naser Orić werd geboren in Potočari in Bosnië en Herzegovina dat toen deel uitmaakte van Joegoslavië. Zijn ouders vernoemden hem naar Gamal Nasser, president van Egypte en bondgenoot van de Joegoslavische president Tito. Nadat Orić had gediend in het Joegoslavische volksleger, werd hij lijfwacht van Slobodan Milošević.

## Srebrenica
Van 1992 tot 1995 leidde hij een brigade van het Bosnische regeringsleger (de 28e divisie) tijdens de belegering van de enclave Srebrenica, waar onder andere moslims zich schuilhielden. In die hoedanigheid kreeg hij zijn bijnamen "het Moslimbeest" en "de Sheriff van Srebrenica". Hij werd ervan verdacht opdracht te hebben gegeven tot verschillende aanvallen op Servische gemeenten en dorpen rondom Srebrenica en die ook te hebben geleid. Hierbij werden met name dorpen in de gemeenten Bratunac, Srebrenica en Skelani getroffen. Een paar dagen voordat de enclave in juli 1995 door het Bosnisch-Servische leger werd ingenomen, was Orić samen met een aantal andere leiders per helikopter uit Srebrenica vertrokken. Nadat de vrede in Bosnië was getekend opende hij een fitnessclub in Tuzla.

## Meningen over Orić
De persoon Orić maakt bij betrokkenen bij de belegering en later de inname van Srebrenica verschillende gevoelens los. Op hun plundertochten vanuit de belegerde enclave maakten de troepen van Orić voedsel buit op de Serviërs die in de omgeving woonden en die de plunderingen niet altijd overleefden. Zo werd op 7 januari 1993, het orthodoxe kerstfeest, het Servische dorp Kravica aangevallen. Na afloop liet Orić daar tientallen lijken filmen, waarvan enkelen onthoofd.
De bewoners van de enclave wisten mede door de plunderingen wel te overleven in de overbevolkte stad. Voor hen was Orić destijds een beschermer en om die reden weigeren velen van hen hem nu te zien als een oorlogscrimineel. De naam "Naser" wordt nog steeds vaak aan pasgeboren zoontjes gegeven. De weduwen van Srebrenica wierpen tijdens de arrestatie van Orić spontaan een wegblokkade op in Tuzla en voormalige soldaten van de brigade van Orić meldden zich bij het tribunaal onder de leus: “wij zijn net zo schuldig als hij”.
Toch verloor Orić na de val van Srebrenica voor een aantal andere bewoners een groot deel van zijn heldenstatus, doordat hij enkele dagen eerder met zijn strijders de enclave had verlaten. Zijn naoorlogse levensstijl als sportschoolhouder, rondrijdend in een Cherokee-jeep, droeg ook niet bij aan zijn populariteit.
De Servische bevolking van de getroffen gemeenten en de VN-soldaten die de vrede in de enclave moesten bewaken beschouwen hem over het algemeen als een oorlogsmisdadiger.

## Rechtszaak voor het Joegoslaviëtribunaal
Op 28 maart 2003 werd hij door het Joegoslaviëtribunaal in aanklacht nummer IT-03-68 beschuldigd van moord, mishandeling en het brandschatten van vijftien dorpen in de omgeving van Srebrenica. Op 10 april 2003 werd hij door SFOR gearresteerd.
Op 30 juni 2006 veroordeelde het Joegoslaviëtribunaal in Den Haag hem tot twee jaar gevangenisstraf wegens het niet verhinderen van oorlogsmisdaden door zijn ondergeschikten. Vanwege de lange duur van zijn voorarrest kwam hij meteen vrij. In juli 2008 werd hij door het tribunaal in hoger beroep vrijgesproken van al het hem ten laste gelegde.

## Uitlevering aan Bosnië
Op 26 juni 2015 werd Orić door Zwitserland aan Bosnië uitgeleverd. Zowel Bosnië als Servië hadden om zijn uitlevering gevraagd in verband met de moord op negen Servische burgers in 1992. De beslissing van de Zwitserse justitie wekte dan ook wrevel in Servië, temeer omdat het Servische uitleveringsbevel de aanleiding ervoor was.